# Nebuloasa Flacără
Nebuloasa Flacără, sau NGC 2024, este situată în constelația Orion. Se situează la o distanță de 900 până la 1.500 de ani-lumină. 
Este admis că există un roi de stele tinere și calde, vizibile în infraroșu, în spatele petelor care acoperă parțial nebuloasa. În acest roi, o stea tânără și masivă emite ultraviolete energetice care ionizează marii nori gazoși de hidrogen situați pe amplasamentul nebuloasei. O mare parte din lumina observată rezultă din recombinarea electronilor și hidrogenului ionizat. Astfel, contrar la ceea ce este adesea susținut, steaua Alnitak nu este responsabilă de radiația emisă de nebuloasă.
În plus, prin urmare, din gazul întunecat și din praful situat în fața părții strălucitoare  a nebuloasei, apar pete întunecate peste gazul incandescent.
Nebuloasa Flacără face parte din complexul norului molecular din Orion, o regiune de formare a stelelor care cuprinde faimoasa Nebuloasă Cap de Cal.
Nebuloasa Flacără a fost descoperită de astronomul William Herschel, în anul 1786.